# Jaskinia Ciemna

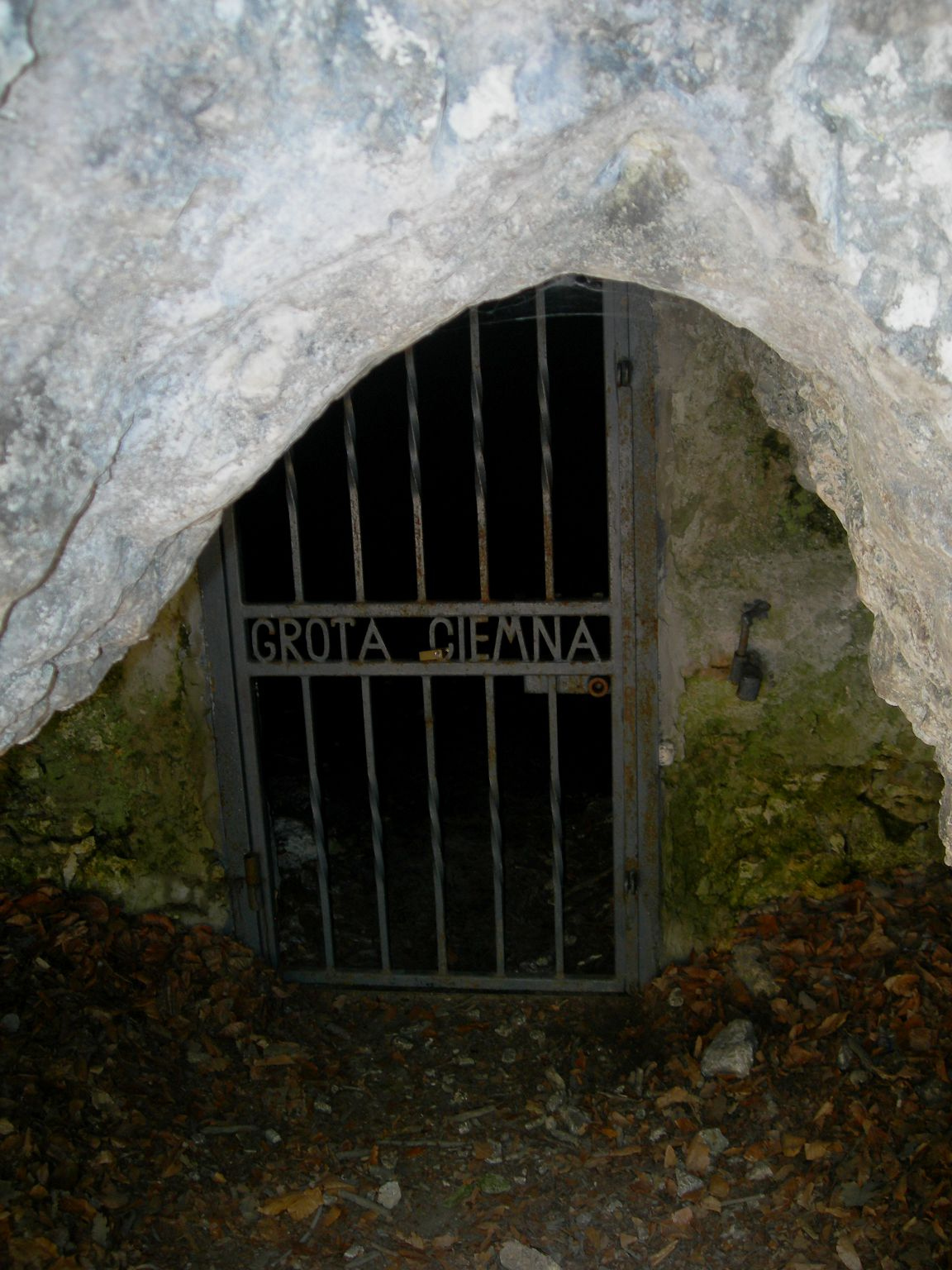
Wejście do Jaskini Ciemnej

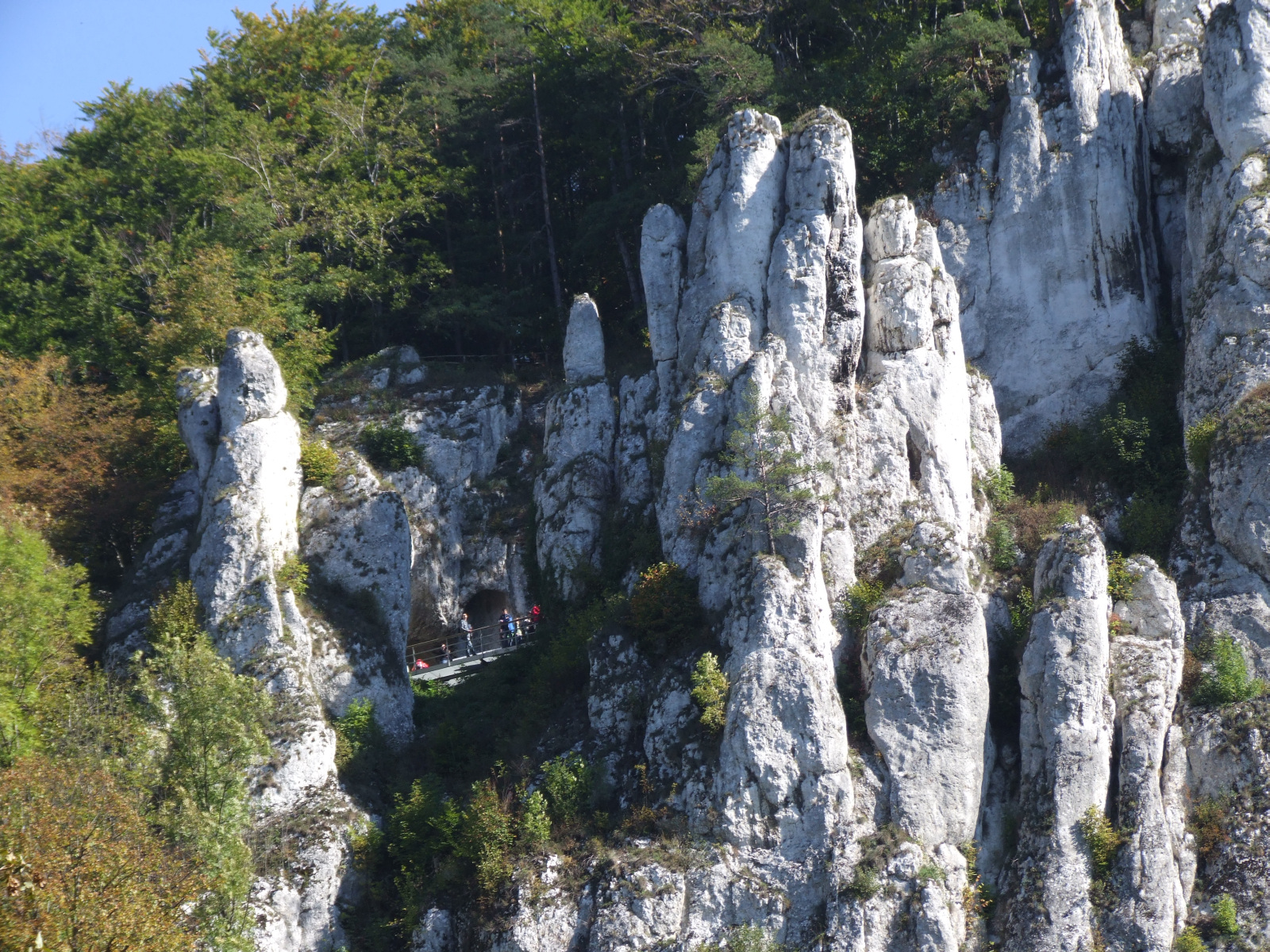
Platforma widokowa przy wejściu do jaskini. Z prawej strony skała Biała Ręka

Jaskinia Ciemna – jaskinia położona na terenie Ojcowskiego Parku Narodowego na zboczu Doliny Prądnika, w masywie Góry Koronnej.

## Opis jaskini
Jaskinia jest uważana za największą pod względem wielkości komory na Wyżynie Krakowsko-Częstochowskiej . Należy do najważniejszych stanowisk środkowej epoki kamienia w Polsce, na którym znaleziono liczne narzędzia krzemienne należące do kultury mikocko-prądnickiej. Badania stratygraficzne miejsca śladów obecności człowieka wskazują na okres dolnego paleolitu (ok. 120 tys. temu). Z powodu zmiany klimatu – około 50 tys. lat temu – grupy neandertalczyków zaprzestały osadnictwa na tym terenie. W środkowej fazie ostatniego zlodowacenia ponownie pojawiły się grupy ludzkie reprezentowane przez Homo sapiens. W 2018 roku archeolodzy odkryli na jej terenie paliczki – kości dłoni neandertalskiego dziecka, które zostały datowane na około 115 tys. lat. Stały się one jednocześnie najstarszymi znanymi szczątkami ludzkimi na terenie dzisiejszej Polski. Odkrycie to zostało uznane za Najważniejsze Archeologiczne Odkrycie W Polsce 2018 w rankingu kwartalnika popularnonaukowego Archeologia Żywa.
W lipcu 1787 roku jaskinię zwiedzał król Stanisław August Poniatowski.
Jaskinia znajduje się na wysokości ok. 65 m nad dnem Doliny Prądnika, składa się z jednej olbrzymiej komory, 88 m długości, 23 m (maksymalnej) szerokości i nieco ponad 10 m wysokości, która u końca zwęża się i przechodzi w tzw. tunel. Dno jaskini jest wyścielone warstwą osadów, miejscami dochodzącymi do 8 metrów . W II połowie XX w. na powierzchni osadów występowały licznie kości i zęby niedźwiedzi jaskiniowych oraz pojedyncze kości wilka, lisa rudego, lisa polarnego, lwa jaskiniowego (Panthera spelaea), hieny jaskiniowej (Crocuta spelaea) oraz rosomaka (Gulo gulo). W warstwie osadów znaleziono dużą liczbę wyrobów krzemiennych oraz przepalonych kości zwierząt, które służyły za opał z powodu małej ilości drewna w czasie zlodowacenia.
W środkowej części komory występują stalagmity, których wysokość wynosi 1 metr. Strop jest pokryty licznymi stalaktytami rurkowymi. Charakterystyczne dla tego obiektu kotły wirowe w stropie osiągają średnicę 4 metrów.
W jaskini zaobserwowano siedem taksonów nietoperzy, bezkręgowce: między innymi muchówki, chrząszcze, skoczogonki oraz mięczaki, równonogi i błonkówki, a także trzynaście taksonów pajęczaków (pająków i kosarzy). Temperatura powietrza wynosi 7–8 °C.

## Badanie obiektu
Informacje o jaskini zostały zapisane już w 1691 roku we Flores vitae B. Salomeae Virginis autorstwa Sebastiana Piskorskiego i w Actuarium Historiae Naturalis Regni Poloniae autorstwa Gabriela Rzączyńskiego z 1745 roku. W 1788 roku pisał o niej w pamiętnikach Franciszek Karpiński, a w 1822 Ambroży Grabowski w przewodniku Kraków i okolice.
Pierwsze badania naukowe były prowadzone w latach 1901–1909 i 1912 przez archeologa Stanisława Jana Czarnowskiego, następne prowadził w 1918 i 1919 archeolog Stefan Krukowski, a w latach 1963–1970 Stanisław Kowalski z Muzeum Archeologicznego w Krakowie. Od 2007 roku do dziś badania prowadzi zespół badaczy z Zakładu Archeologii Epoki Kamienia Instytutu Archeologii Uniwersytetu Jagiellońskiego wraz z badaczami Działu Paleolitu i Mezolitu Muzeum Archeologicznego w Krakowie oraz paleontologami z Instytutu Systematyki i Ewolucji Zwierząt PAN w Krakowie.
Podczas pobytu 4 lipca 1787 roku króla Stanisława Augusta Poniatowskiego, w komorze jaskini zorganizowano koncert. W późniejszych latach zwiedzali ją m.in. Hugo Kołłątaj, Franciszek Karpiński, Stanisław Staszic, Julian Ursyn Niemcewicz i Fryderyk Chopin.
W dwudziestoleciu międzywojennym po doprowadzeniu prądu z małej elektrowni zlokalizowanej przy Bramie Krakowskiej, prowadzono w niej badania podziemnego odbioru fal radiowych i z tego powodu – jako obiekt tajny – nie została zinwentaryzowana w 1951 roku, w pierwszym tomie Jaskiń Polski autorstwa Kazimierza Kowalskiego.
W 1924 roku jaskinia została uznana za zabytek.

## Udostępnianie
Przed wejściem usytuowano zrekonstruowane obozowisko neandertalczyków oraz platformę widokową z panoramą na Dolinę Prądnika i wznoszącą się tuż obok charakterystyczną skałą wapienną zwaną Rękawicą lub Pięciopalcówką. Zwiedzanie odbywa się w okresie letnim, wyłącznie z przewodnikiem. Jaskinia jest oświetlona. Czas zwiedzania wynosi ok. 15 minut. W 1992 roku urządzono ścieżkę dydaktyczną wiodącą przez Górę Koronną i wzgórze Okopy .